# Климент XIV
Климент XIV (лат. Clemens PP. XIV; в миру Лоренцо Джованни Винченцо Антонио Ганганелли, итал. Lorenzo Giovanni Vincenzo Antonio Ganganelli; 31 октября 1705[…], Сантарканджело-ди-Романья, Римини — 22 сентября 1774[…], Рим) — папа римский с 19 мая 1769 года по 22 сентября 1774 года.

## Ранние годы
Лоренцо Ганганелли был сыном врача из Сантарканджело-ди-Романья. Родился 31 октября 1705 года. Он получил образование в колледже иезуитов в Римини, а в 1724 году, в возрасте девятнадцати лет, вступил в орден францисканцев, приняв имя Лоренцо Франческо. Ганганелли был другом папы Бенедикта XIV, который в 1758 году назначил его на ответственную должность в Римской курии, а Климент XIII вручил ему кардинальскую шапку, по настоянию Лоренцо Риччи, генерала иезуитов.

## Избрание

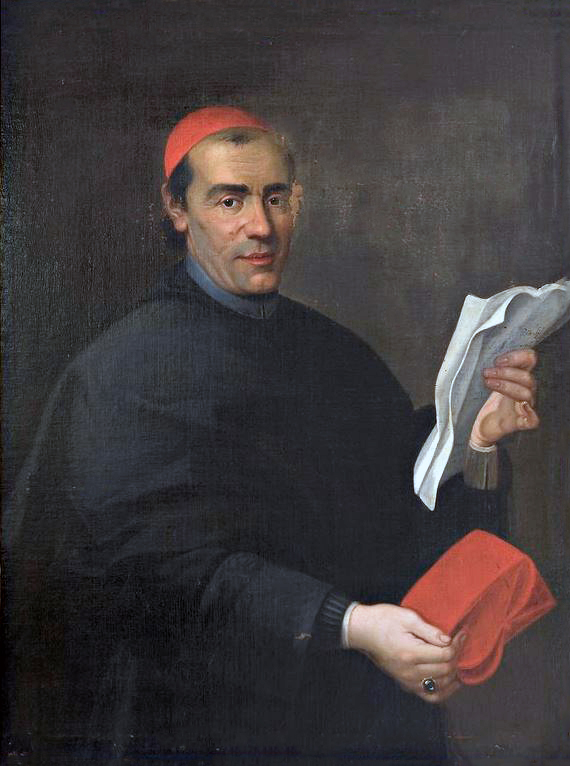
Кардинал Ганганелли

Кардинал Ганганелли не скрывал того, что охотно принял бы тиару.
Конклав начался 15 февраля 1769 года и проходил в значительной степени под влиянием политических манёвров послов католических королей, которые выступали против иезуитов. Иезуиты занимали важные должности при европейских дворах и часто оказывали влияние на политику. Во время предыдущего понтификата иезуиты были изгнаны из Португалии и из всех дворов дома Бурбонов, которые включали Францию, Испанию, Неаполь и Парму. Бурбонам противостоял «Двор кардиналов», противившийся гонениям на иезуитов и королевской политике секуляризации. В итоге 19 мая 1769 года папой был избран кардинал Ганганелли — ставленник Бурбонов, которые ожидали, что он будет подавлять иезуитов. Новый папа принял имя Климент XIV и был коронован 4 июня 1769 года.

## Папство

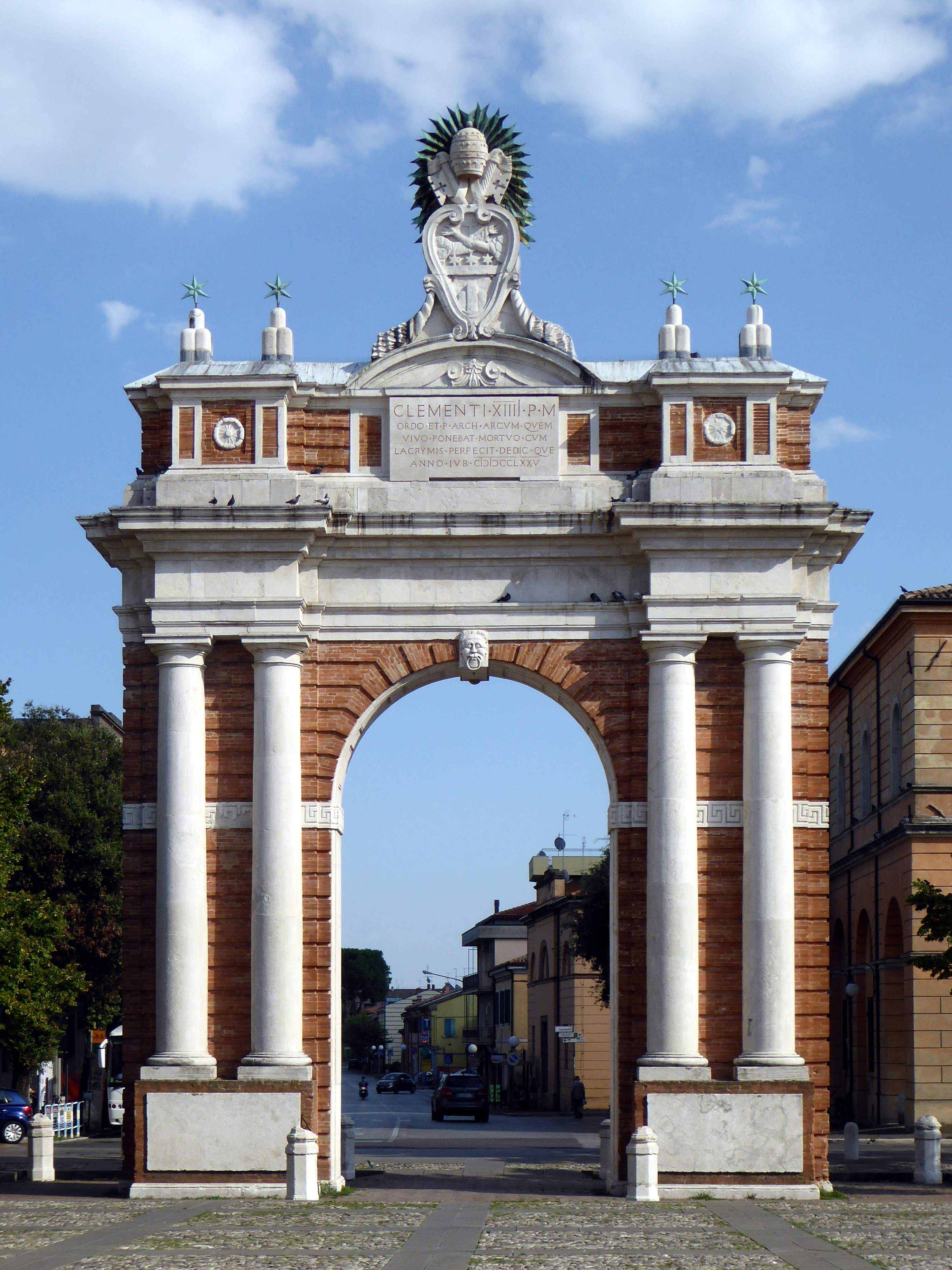
Арка Климента XIV в Сантарканджело-ди-Романья

Политика Климента XIV была изначально рассчитана на сглаживание противоречий с католическими королевствами, сложившихся в ходе предыдущего понтификата. Благодаря своей примирительной позиции, Климент получил возмещение за потерю Авиньона и Беневенто и в целом преуспел в примирении светских и церковных властей. Ради этого он, в частности, пошёл на ликвидацию ордена иезуитов.

### Преследование иезуитов
Хотя первоначально он благоволил к иезуитам, но изменил своё мнение о них, чтобы завоевать поддержку Бурбонов. Благодаря этому выборщики поддержали на конклаве его кандидатуру. В 1773 году Климент XIV опубликовал буллу Dominus ac Redemptor, в которой постановил распустить Общество Иисуса, являвшееся в течение двух веков опорой папства и главной движущей силой контрреформации.
Иезуиты были изгнаны из Бразилии (1754), Португалии (1759), Франции (1764), Испании и её колоний (1767) и Пармы (1768). Папа отказался встретиться с генералом иезуитов, Лоренцо Риччи, и приказал им не вербовать новичков. Однако в некатолических странах, в частности, в Пруссии и России, где папская власть не была признана, указ Климента был проигнорирован.

### Папа и Моцарт
Папа Климент XIV и нравы католической церкви в Риме описаны в письмах Вольфганга Амадея Моцарта и его отца, Леопольда Моцарта, написанных в Риме в апреле и мае 1770 года во время их тура по Италии. Леопольд нашёл папу чрезвычайно надменным человеком, который, однако, оказал тёплый приём юному композитору. Папская капелла была известна исполнением оратории «Miserere Mei, Deus» композитора Грегорио Аллегри, партитуру которой было запрещено копировать под страхом отлучения от церкви. 14-летний Вольфганг смог полностью записать партитуру после единственного прослушивания оратории. Климент сделал Моцарта кавалером ордена Золотой шпоры.

## Смерть

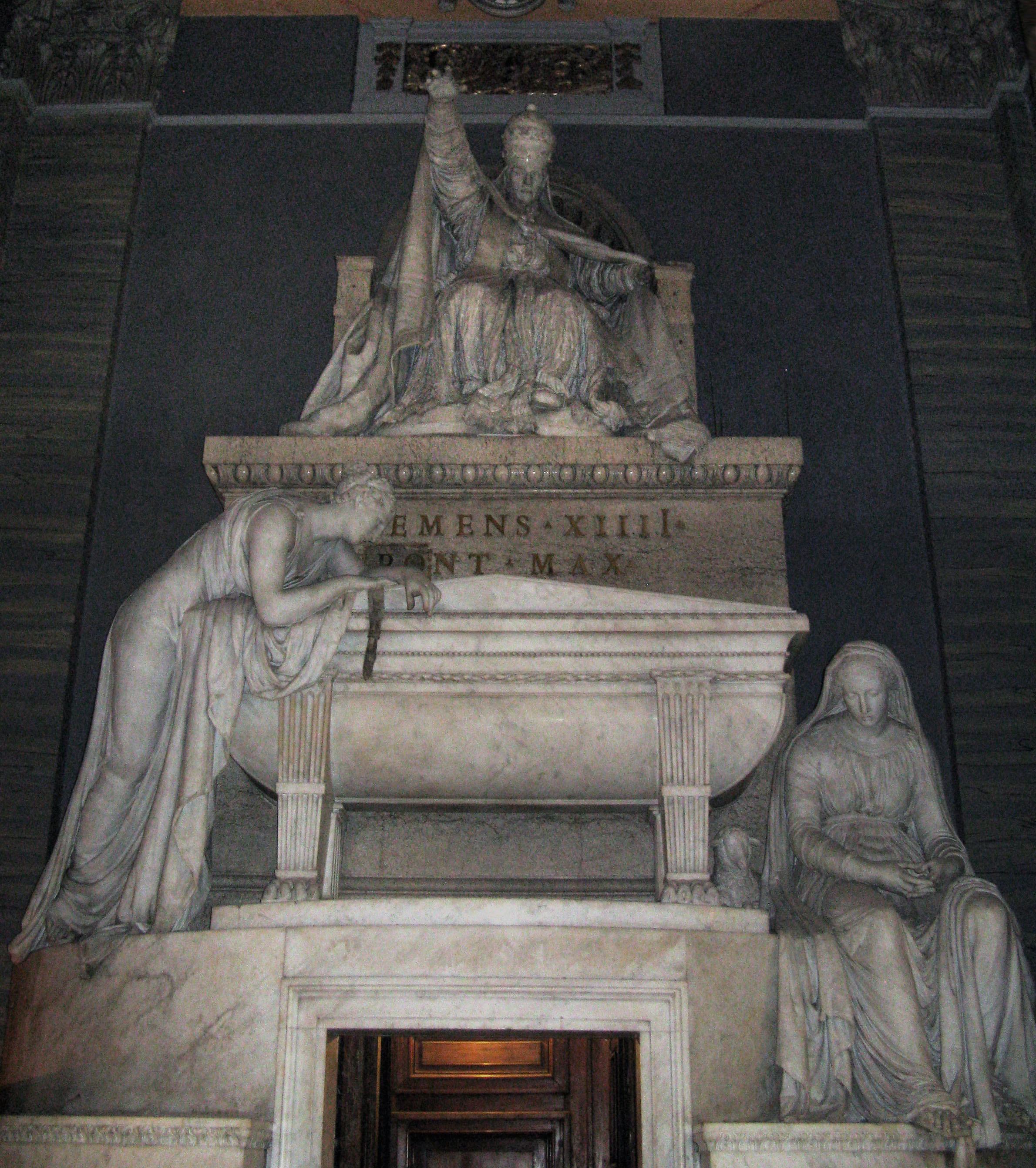
Гробница Климента XIV

Последние месяцы жизни Климента были омрачены неудачами, которые ввергли его в уныние. При этом считается, что Климент отличался крепким здоровьем, поэтому с началом его болезни распространились слухи о его отравлении. Доказательств этому нет, вероятнее всего, болезнь папы была связана лишь с его пожилым возрастом. 10 сентября 1774 года он был прикован к постели и был соборован 21 сентября 1774 года. На следующий день, 22 сентября, он скончался. По результатам вскрытия, врачи отметили следы цинги и геморроя, усугублённых переутомлением и привычкой папы провоцировать искусственное потоотделение даже в сильную жару. Его гробница была разработана скульптором Антонио Кановой и находится в церкви Санти-Апостоли в Риме.

## Образ в кино
- «Амадей» (1984)